# Pseudoboa neuwiedii
Pseudoboa neuwiedii, generalmente conocida como coral macho, falsa boa de Neuwied, ratonel o ratonera, es una especie de serpiente de la familia Colubridae. La especie es endémica del norte de Sudamérica.

## Distribución
Pseudoboa neuwiedii se encuentra en las áreas continentales de Suramérica, en Colombia, Guyanas, en Brasil a lo largo del Río Amazonas, así como en Granada y Trinidad y Tobago.

## Etimología
El nombre neuwiedii, se da en honor del naturalista alemán Maximilian de Wied-Neuwied.

## Descripción
Pseudoboa neuwiedii crece hasta una longitud total máxima de 1 m (39,4 plg).
El dorso es rojizo marrón, de manera uniforme o con algunos puntos  negros pequeños. La parte superior de la cabeza y el cuello son negros u oscuros marrones. Pueden presentar en algunos casos bandas amarillas o un collar. La zona ventral es amarilla. Esta culebra es venenosa, pero dada la anatomía de sus dientes tiene dificultad para inocular el veneno, que es altamente proteolítico y podría afectar la coagulación.

## Comportamiento
Pseudoboa neuwiedii es un potente constrictor.

## Dieta
Pseudoboa neuwiedii se alimenta de cualquier animal que pueda capturar.  Se ha informado sobre el consumo de otras serpientes casi tan grandes como ellas.

## Reproducción
P. neuwiedii es ovípara.